# Héctor Enrique
Héctor Adolfo Enrique (* 26. duben 1962, Lanús, Argentina) je bývalý argentinský fotbalista. Nastupoval většinou na postu záložníka.
S argentinskou reprezentací vyhrál mistrovství světa v Mexiku roku 1986.. V národním mužstvu odehrál 11 utkání.
S River Plate Buenos Aires vyhrál roku 1986 jak Pohár osvoboditelů, tak Interkontinentální pohár.
S River Plate se stal též dvakrát mistrem Argentiny.